# Singapur en los Juegos Paralímpicos de París 2024
Singapur estuvo representado en los Juegos Paralímpicos de París 2024 por diez deportistas, siete mujeres y tres hombres.

## Medallistas
El equipo paralímpico singapurense obtuvo las siguientes medallas:
| Nombre      | Deporte  | Evento                    |
| ----------- | -------- | ------------------------- |
| Oro         |          |                           |
| Yip Pin Xiu | Natación | 50 m espalda S2 femenino  |
| Yip Pin Xiu | Natación | 100 m espalda S2 femenino |
| Plata       |          |                           |
| Jeralyn Tan | Bochas   | Individual BC1 femenino   |
| Bronce      |          |                           |
| —           |          |                           |